# Dendrobium grimesii
Dendrobium grimesii är en orkidéart som beskrevs av Cyril Tenison White och Victor Samuel Summerhayes. Dendrobium grimesii ingår i släktet Dendrobium, och familjen orkidéer.
Artens utbredningsområde är Queensland. Inga underarter finns listade i Catalogue of Life.